# 東何
東何，姓東名何，字子俊，原名司馬富，為晉朝皇室後裔，為避禍以祖姓改名「東何」。
貞觀中為總管府錄事參軍，詔與李勣伐高句麗，獻火攻策，焚南蘇羅城，遂破之，以“精練軍戎”之故，賜姓練，名練何，封岐山侯，成為練氏得姓始祖。

## 家族
祖姓東，是伏羲后裔，東不訾第九十六代玄孫，家族因周朝時官至司馬，周天子允許以官職為姓，其後遂成司馬氏，為晉朝皇室後裔。

## 生平
東何原名司馬富，出生於隋朝中期，為前晉朝皇室後裔。為避禍改名「東何」。本貫河南省河內縣（今沁陽市），以河內為郡。
與趙氏生有二子練舜麒、練舜麟。死後與趙氏合葬於河南省河內縣紫金壇（今沁陽市神農壇）。

## 功績
唐貞觀年間，東何任總管府錄事參軍，從李勣出征高句麗、獻火攻計，大破南蘇羅城。貞觀十九年（645年），唐太宗以「精練國戎」封東河為岐山侯，賜姓練，成為得姓始祖。封三世恩榮世襲騎尉將軍。當時，欽差大臣兵禦尚書大總管李勣贊曰拜題：「舜友賢裔，岐山侯第，貞觀恩及, 賜姓啟宇，詩書冠冕，詒謀濟美」。妻趙氏，封一品夫人。

## 家庭

### 妻
- 趙氏

### 兒子
- 練舜麒
- 練舜麟